# Fu Baoshi
Fu Baoshi (ur. 5 października 1904, zm. 29 września 1965) – chiński malarz, kaligraf i historyk sztuki. Reprezentant stylu guohua, uznawany za ostatniego jego wielkiego przedstawiciela.
Urodził się w Xinyu w prowincji Jiangxi. Pochodził z ubogiej rodziny, w młodości pracował w sklepie z porcelaną. Udało mu się ukończyć szkołę średnią w Nanchangu. Dzięki hojności Xu Beihonga wyjechał do Japonii, gdzie w latach 1933–1935 studiował na tokijskiej Akademii Sztuki. Tam też poznał Guo Moruo, z którym później się przyjaźnił. Po powrocie do Chin w 1935 roku wykładał na uniwersytecie w Nankinie. Po utworzeniu w 1949 roku Chińskiej Republiki Ludowej piastował szereg funkcji, był m.in. wiceprzewodniczącym Chińskiego Stowarzyszenia Artystów. Wspólnie z Guanem Shanyue wykonał jedno z malowideł ściennych zdobiących Wielką Halę Ludową w Pekinie. Zmarł i został pochowany w Nankinie. Jego grób został zniszczony przez hunwejbinów w trakcie rewolucji kulturalnej.
Tworzył malarstwo pejzażowe. Wypracował własny styl, będący połączeniem tradycyjnego malarstwa chińskiego i japońskiego z technikami zaczerpniętymi z malarstwa zachodniego. Zajmował się także kaligrafią i rytowaniem pieczęci. Opublikował kilka rozpraw poświęconych malarstwu.